# 奧納齊基夫齊
49°57′5″N 27°28′42″E / 49.95139°N 27.47833°E
奧納齊基夫齊（烏克蘭語：Онацьківці），是烏克蘭西部的村莊，隸屬赫梅利尼茨基州的舍佩蒂夫卡區。該村始建於1645年，面積1.2平方公里，海拔高度252米，2001年人口630，人口密度每平方公里511.4人。